# The Scientist (rivista)
The Scientist: Magazine of Life Sciences (che in italiano significa: Lo scienziato: rivista delle Scienze della vita) è una rivista professionale rivolta agli scienziati della vita. Pubblica recensioni di noti articoli scientifici, informa sullo stato della ricerca attuale, nuove tecnologie,  racconta di scienziati che hanno raggiunto la notorietà, e qualsiasi argomento che possa interessare uno scienziato del campo.
La rivista ha cadenza mensile, il suo primo numero uscì nel 1986 ed è disponibile anche su internet attraverso un abbonamento.
Il caporedattore è Mary Beth Aberlin. Fu pubblicato fino all'ottobre 2011 dall'editore Faculty of 1000 , quando ne fu annunciata la sua chiusura. Quando  poi il LabX Media Group ne acquisisce la proprietà, ne fu ripresa la pubblicazione.